# El Taconazo
El Taconazo är en ort i Mexiko.   Den ligger i kommunen Atzalan och delstaten Veracruz, i den sydöstra delen av landet, 220 km öster om huvudstaden Mexico City. El Taconazo ligger 978 meter över havet och antalet invånare är 148.
Terrängen runt El Taconazo är kuperad åt nordost, men åt sydväst är den bergig. Runt El Taconazo är det ganska tätbefolkat, med 100 invånare per kvadratkilometer. Närmaste större samhälle är Atzalan, 15,9 km sydväst om El Taconazo. I omgivningarna runt El Taconazo växer i huvudsak städsegrön lövskog.